# Нура (Абайская область)
Нура (каз. Нұра) — село в Кокпектинском районе Абайской области Казахстана. Входит в состав Ульгулималшинского сельского округа. Код КАТО — 635069400.

## Население
В 1999 году население села составляло 240 человек (126 мужчин и 114 женщин). По данным переписи 2009 года, в селе проживало 137 человек (77 мужчин и 60 женщин).